# Самоводене
Самоводене (болг. Самоводене) — село в Болгарии. Находится в Великотырновской области, входит в общину Велико-Тырново. Население составляет 1493 человека (2022).

## Политическая ситуация
В местном кметстве Самоводене, в состав которого входит Самоводене, должность кмета (старосты) исполняет Николай Иванов Милаковски (коалиция партий: Политическое движение социал-демократов и Партия болгарских социал-демократов) по результатам выборов правления кметства.
Кмет (мэр) общины Велико-Тырново — Румен Рашев (независимый) по результатам выборов в правление общины.